# Antonio Calzada Urquiza

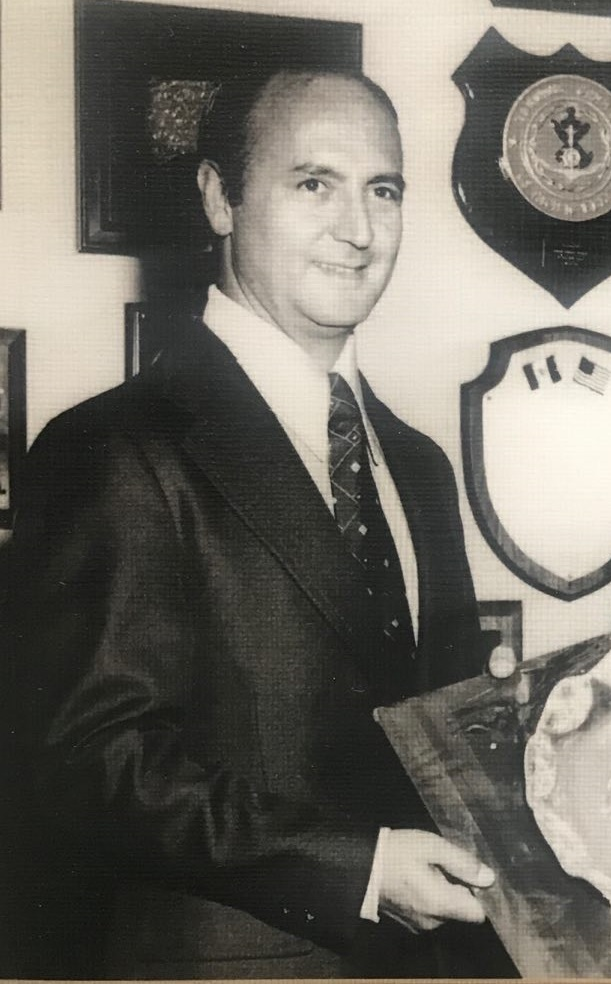
Antonio Calzada Urquiza

Antonio Calzada Urquiza (* 10. September 1930 in Santiago de Querétaro; † 29. Juni 2019) war ein mexikanischer Botschafter und Gouverneur des Bundesstaates Querétaro.

## Leben
Antonio Calzada Urquiza studierte von 1959 bis 1965 an der UNAM Architektur und übte den Beruf des Architekten aus. Er war Mitglied der Partido Revolucionario Institucional. Von 1959 bis 1965 saß Antonio Calzada Urquiza der Junta Federal de Mejoras Materiales de Chetumal (Bundes-Grenzland und -küstenförderung in Chetumal) in Quintana Roo vor.
Von 1965 bis 1970 war er Delegierter des Instituto Mexicano del Seguro Social in Queretaro. Von 1970 bis 1973 war er Landrat im Municipio Queretaro und von 1973 bis 1979 Gouverneur. In seiner Amtszeit siedelten sich Unternehmen aus den USA, Japan, Chihuahua und Monterrey in Queretaro an sowie einige Hotelketten errichteten Gebäude. Im Staatsarchiv des Bundesstaates Queretaro ließ er einen Gouverneursaal einrichten, in dem er alle Gouverneure Querétaro in Öl darstellen ließ. Er heiratete die Lehrerin Teresa Rovirosa de Calzadal. Ihr Sohn ist José Calzada Rovirosa, der seit 2009 Gouverneur von Queretaro ist.
| Vorgänger                             | Amt                                                                    | Nachfolger                     |
| ------------------------------------- | ---------------------------------------------------------------------- | ------------------------------ |
| —                                     | Presidente del Municipio Querétaro (Landrat) 1970 bis 1973             | Manuel Trejo Vega (PRI)        |
| Juventino Castro Sánchez              | Gouverneur von Querétaro 1. Oktober 1973 bis 30. September 1979        | Rafael Camacho Guzmán          |
| María Antonieta Sánchez Gavito y Piña | mexikanischer Botschafter in Bogotá 16. Februar 1984 bis 30. Juli 1985 | José Antonio Cruz Álvarez Lima |